# Allée couverte de Keryvon
L'allée couverte de Keryvon, appelée aussi allée couverte de Kerizelan est située à Pleumeur-Bodou dans le département français des Côtes-d'Armor.

## Description
L'allée couverte est très délabrée. Elle mesure 9 m de longueur sur 2 m de largeur et 1 m de hauteur en moyenne. Elle comporte sept orthostates et une table de couverture. L'entrée, à l'est, est matérialisée par une dalle transversale. Toutes les dalles, en granite d'origine local, présentent des traces de débitage. La chambre mesure 7 m de longueur. Elle est délimitée par deux orthostates côté nord, trois côté sud et une dalle de chevet. L'ensemble n'est plus recouvert que par une seule table de couverture (3 m de long sur 2,75 m de large et 0,50 m d'épaisseur) inclinée vers le sud. La paroi nord de l'allée semble se prolonger par une autre dalle disparaissant dans le talus. Il pourrait s'agir d'une paroi de la cella terminale.
Comme pour l'allée couverte de l'Île-Grande, des dalles entourent la chambre de manière très rapprochée. Il pourrait s'agir d'un péristallithe ou d'une structure interne à l'ancien tumulus.

## Fouilles archéologiques
Le matériel archéologique recueilli au cours des quatre campagnes de fouille menées en 1866, 1868, 1909 et 1910 est désormais perdu. Il se composait de quatre haches polies, d'éclats de silex, de tessons de poterie, d'un disque en bronze et d'un objet en fer.

## Folklore
Selon la tradition, le monument était habité par des naines (Kornandouzened) qui aimaient danser les nuits de pleine Lune avec les passants. A ceux qui les accompagnaient volontiers, elles promettaient la naissance d'un garçon sans avoir besoin de recourir à une sage-femme pour sa naissance.